# Villerías de Campos
Villerías de Campos is een gemeente in de Spaanse provincie Palencia in de regio Castilië en León met een oppervlakte van 22,00 km². Villerías de Campos telt 93 inwoners (1 januari 2016).

## Demografische ontwikkeling
Bron: INE, 1857-2011: volkstellingen